# Rimsø Sogn
Rimsø Sogn er et sogn i Norddjurs Provsti (Århus Stift).
I 1800-tallet var Kastbjerg Sogn anneks til Rimsø Sogn. Begge sogne hørte til Djurs Nørre Herred i Randers Amt. Rimsø-Kastbjerg sognekommune blev ved kommunalreformen i 1970 indlemmet i Nørre Djurs Kommune, som ved strukturreformen i 2007 indgik i Norddjurs Kommune.
I Rimsø Sogn ligger Rimsø Kirke.
I sognet findes følgende autoriserede stednavne:
- Albæk (bebyggelse, ejerlav)
- Emmelev (bebyggelse, ejerlav)
- Emmelev Kær (bebyggelse)
- Emmelev Mark (bebyggelse)
- Højskov (bebyggelse)
- Rimsø (bebyggelse, ejerlav)
- Svapkær (bebyggelse)